# Rio Cabo Verde
O rio Cabo Verde é um curso de água brasileiro localizado no estado de Minas Gerais. Sua nascente está localizada no município de Campestre, a uma altitude aproximada de 1200 m. O rio banha os municípios de Campestre, Cabo Verde, Botelhos, Divisa Nova e Areado e deságua no Lago de Furnas no limite dos municípios de Divisa Nova e Areado.

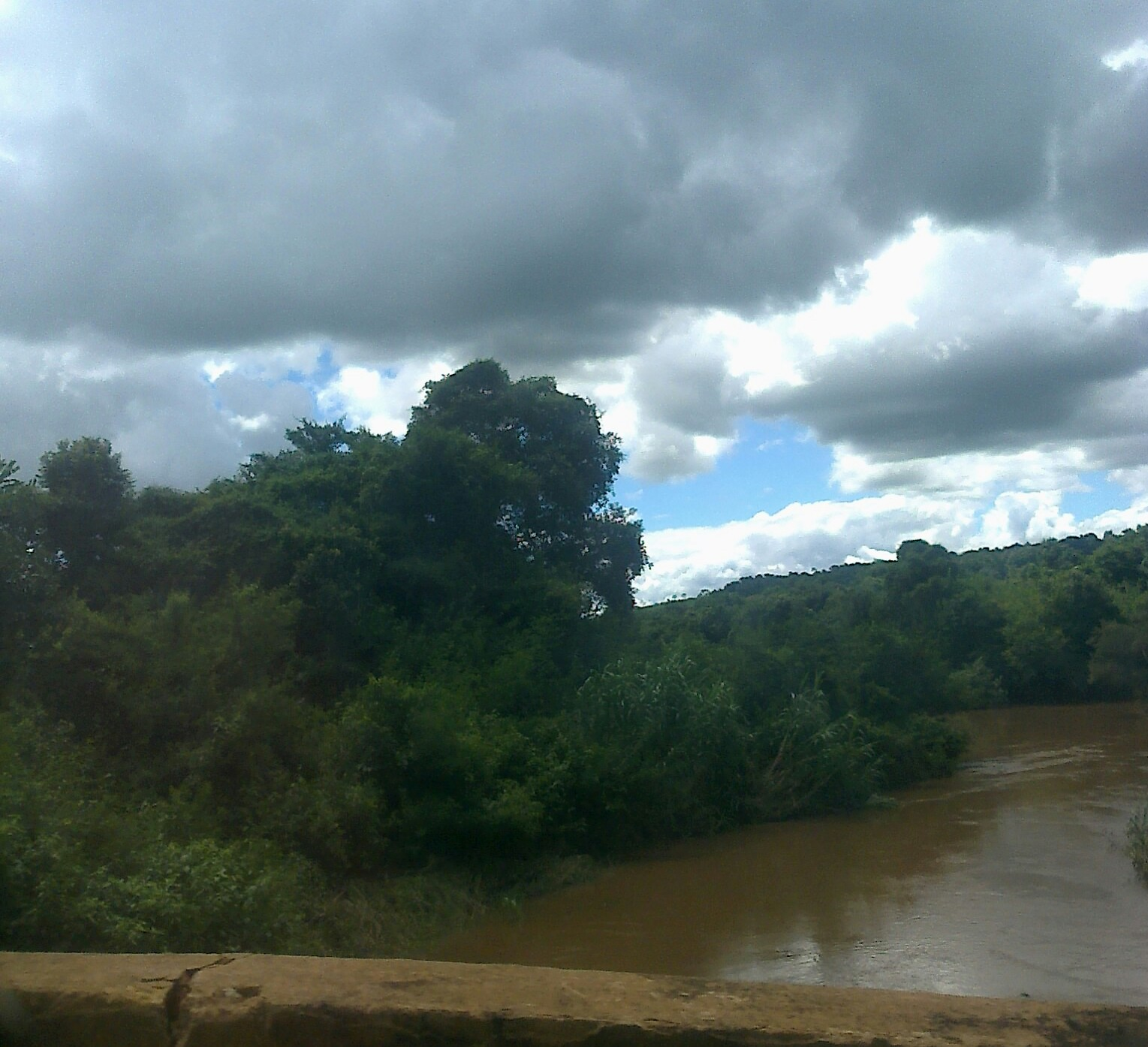
Rio Cabo Verde entre Botelhos e Divisa Nova.

Para reparar os danos ambientais causados pela alteração do leito original do rio nas obras do programa Pró-Várzeas realizadas na década de 70, foi criado um  consórcio intermunicipal formado pelas prefeituras de Divisa Nova e Cabo Verde com parceria da UNIFENAS. 